# Figure (jezik)
Figure su pjesnički izrazi kojima se mijenja značenje riječi, koriste svojstva glasova, stvaraju posebni ukrasi kojima se odlikuje pjesnički, umjetnički stil u jeziku.

## Makrostrukturalne figure drugog stupnja
- adinaton
- anacefaleoza
- antiparastaza
- apodioksa
- apologija
- autokategorem
- deprekacija
- deskripcija

* ekfraza
* etopeja
* kronografija
* portret
* prozopografija
* topografija
* slika
- deskripcija (neg.)
- dijalogizam
- digresija
- imprekacija
- kominacija
- komunikacija
- koncesija
- metastaza
- odbacivanje
- palinodija
- parabola
- paralela
- parmologija
- rekapitulacija
- sinkoreza
- tapinoza

## Makrostrukturalne figure

### Figure misli
- alegorija
- alokucija
- apostrofa
- eksklamacija
- pitanje
- aluzija
- amplifikacija
- anotacija (figura misli)
- antiklimaks
- antiteza
- asteizam
- dijasirm
- ekspolicija
- epanortoza
- epifonem
- epifraza
- eufemizam
- gradacija
- hiperbola
- hipokorizam
- hipotipoza
- ironija
- konglobacija
- litota
- noem
- paradijastola
- paradoks
- parafraza
- perifraza
- personifikacija
- poanta
- pretericija
- prozopopeja
- poslovica
- sentenca
- sermocinacija
- slavenska antiteza
- simbol
- tautologija
- ublažavanje

## Mikrostrukturalne figure

### Figure dikcije
- afereza
- aliteracija
- anadiploza
- anafora
- anagram
- anominacija
- antanaklaza
- antepifora
- antimetabola
- apokopa
- asonanca
- batologija
- brahilogija
- dijafora
- dijereza
- epanadiploza
- epanafora
- epanalepsa
- epifora
- epizeuksa
- epanoda
- etimološka figura
- geminacija
- homeoptoton
- homeoteleut
- kalambur
- kraza
- makrologija
- metaplazma
- metateza
- onomatopeja
- paragoga
- paragram
- paronomazija
- poliptoton
- proteza
- reduplikacija
- simploka
- sinereza
- sinkopa
- tautogram
- tmeza

### Figure konstrukcije
- anakolut
- anastrofa
- antimetabola
- asindeton
- atelaga
- dijatipoza
- disjunkcija
- elipsa
- epanoda
- epitet
- hipalaga
- hiperbat
- hipotaksa
- hipozeuksa
- homeoptoton
- implikacija
- inverzija
- kliše
- metabola
- parataksa
- parembola
- pleonazam
- polisindeton
- poredba
- retoričko pitanje
- silepsa
- simploka
- zeugma

### Figure riječi (tropi)
- anominacija
- antifraza
- antonomazija
- disfemizam
- eufemizam
- katahreza
- metafora
- metalepsa
- metonimija
- oksimoron
- pronominacija
- sinegdoha
- silepsa